# Langstaartwezel
De langstaartwezel (Neogale frenata) is een marterachtige die leeft in Noord-, Midden- en Zuid-Amerika.

## Voorkomen
Het verspreidingsgebied van de langstaartwezel loopt van zuidelijk British Columbia in Canada zuidwaarts tot Bolivia en Guyana. De soort leeft van zeeniveau tot op 4.000 meter hoogte in bossen en halfopen gebieden zoals bosranden en páramo. In het zuiden van het verspreidingsgebied komt de soort met name voor in gebieden boven de 1000 meter boven zeeniveau. Zo komt de langstaartwezel in Zuid-Amerika met name voor in de Andes en in zuidelijk Midden-Amerika is de soort zeldzaam in laaglandgebieden.

## Uiterlijke kenmerken
De langstaartwezel heeft een lang, slank lichaam en korte poten. De kop is ongeveer 5 cm groot. De totale lengte bedraagt tot 30 cm bij een gewicht van 100 tot 350 gram. Mannelijke dieren zijn groter dan vrouwtjes. De staart neemt 40 tot 70 procent van de totale lengte in en is beduidend langer dan bij de hermelijn (30-45% van de totale lengte) en wezel (tot 25% van de totale lengte). De wervelkolom is extreem flexibel, waardoor de langstaartwezel in staat is om in smalle holen te draaien door om te rollen en over zijn eigen lichaam terug te lopen.
De vacht is op de rugzijde donkerbruin van kleur en geelbruin op de buikzijde en hals. Het uiteinde van de staart is zwart van kleur. Op de kop bevinden zich variabele witte markeringen bestaande uit vlekken en strepen. De soortnaam frenata wijst naar een teugelachtig patroon van witte strepen op de kop die voorkomt bij langstaartwezels uit Mexico, waar het typespecimen vandaan komt. In het noordelijke deel van het verspreidingsgebied heeft de langstaartwezel een witte wintervacht, maar in zuidelijkere delen blijft de vacht het gehele jaar bruin van kleur.

## Leefwijze
De langstaartwezel is met name dagactief, maar ook wel nachtactief. Het dier beweegt zich zigzaggend voort en staat tussendoor op zijn achterpoten om de omgeving te onderzoeken. Buiten de paartijd leeft de langstaartwezel solitair. Het territorium is 4 tot 160 hectare groot en is bij mannelijke wezels groter dan bij vrouwtjes. Er is enige overlap tussen de territoria van mannetjes.
De langstaartwezel vangt prooien die tot meer dan tien keer zijn eigen grootte zijn. Prooidieren zijn spitsmuizen, knaagdieren, katoenstaartkonijnen, kikkers en hagedissen. Daarnaast worden ook wormen, insecten, eieren en aas gegeten. De langstaartwezel jaagt met name op de grond of in de holen van zijn prooidieren, maar kan ook goed klimmen. Zo is de langstaartwezel in het Costa Ricaanse Monteverde een van de belangrijkste belagers van de kuikens en eieren van de quetzal, die nestelt in boomholen op ongeveer tien meter boven de grond. Bij de jacht maakt het dier gebruik van zijn goede reuk en gehoor. Boven de grond doodt de langstaartwezel zijn prooi over het algemeen met een beet aan de basis van de schedel, terwijl ondergronds prooidieren worden verstikt met een beet in de keel. Dagelijks eet de langstaartwezel een derde of meer van zijn eigen lichaamsgewicht vanwege een hoog metabolisme, dat nodig is om warm te blijven bij snel warmteverlies door een lang, dun lichaam en een korte vacht.
Nesten worden gemaakt tussen rotsen, in holle bomen of in de holen van prooidieren. De langstaartwezel heeft een draagtijd van elf maanden, waarna drie tot twaalf jongen worden geboren. Tot een leeftijd van een maand worden de jongen gezoogd en vanaf twee maanden kunnen ze zelf jagen. Vrouwelijke wezels zijn al na drie tot vier maanden geslachtsrijp, terwijl dit bij mannetjes pas na ruim een jaar is. In gevangenschap kan de langstaartwezel tot negen jaar oud worden, maar de meeste wilde wezels worden niet ouder dan twee jaar.

## Verwantschap
De langstaartwezel behoort tot de onderfamilie Mustelinae of kleine marters. Fylogenetisch onderzoek wijst er op dat het behoort tot een clade van Amerikaanse soorten, waarvan de mink de vroegste aftakking is. De langstaartwezel vormt het zustertaxon van de twee Zuid-Amerikaanse wezels, Neogale africana en Neogale felipei.